# 高木虎之介

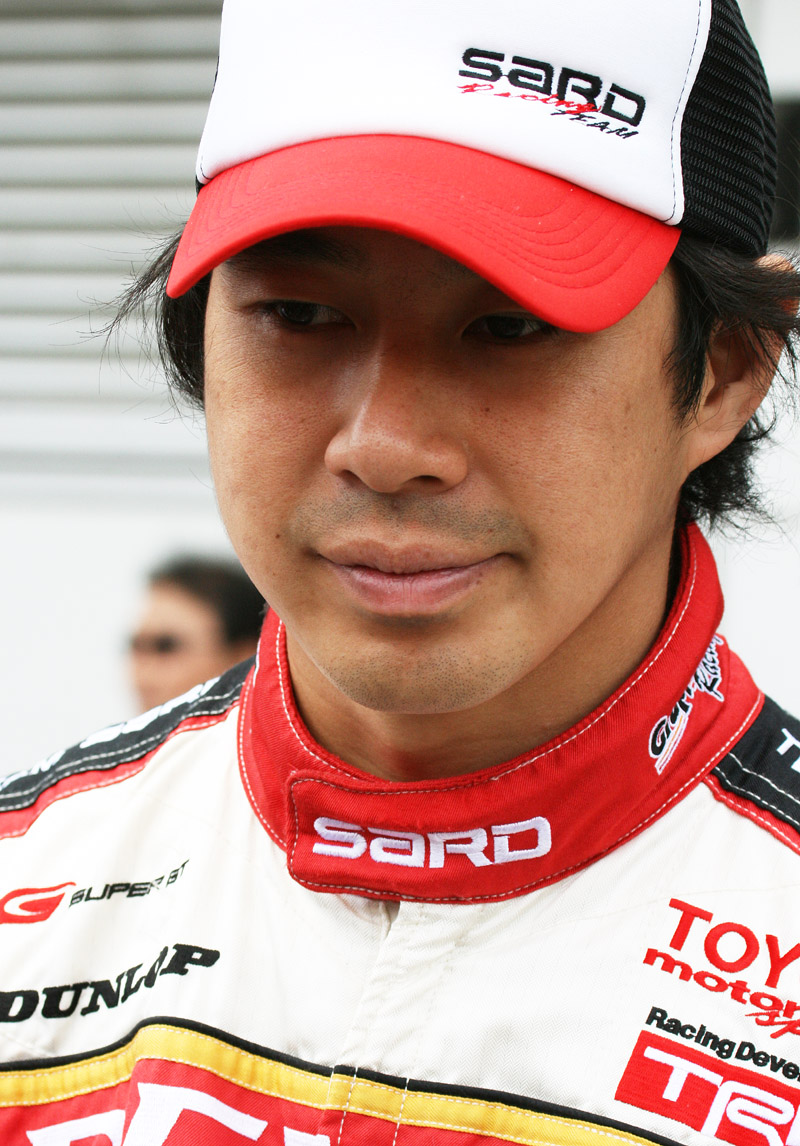
高木虎之介

高木虎之介（1974年2月12日—），日本籍印地賽車車手，出身於靜岡縣靜岡市。
他受到駕駛觀光車的父親影響，開始駕駛卡丁車，並多次在日本全國錦標賽中勝出。他於1992年開始參加豐田方程式，並於翌年駕駛日本三級方程式賽車，總成績排第十位。
高木曾於1998年至1999年駕駛一級方程式賽車，效力過Tyrrell-Ford及飛箭車隊，後因溝通的問題而退出F1。
2000年，高木在日本方程式以10戰8勝佳績贏得總冠軍。
2001年至2002年，高木參加美國CART比賽，可是成績同樣欠佳，最佳成績僅為兩次第四位。
2003年至2004年，高木駕駛印地賽車，於2003年印第安納波利斯500取得第五位，為當屆賽事排名最高的新秀車手。
2005年，高木回流日本參加日本方程式及SUPER GT賽事，贏得後者GT500組別總冠軍。